# ルイーズ・ウェイゲル
ルイーズ・ウェイゲル（英語: Louise E. Weigel Atwill、1912年8月26日 - 1982年12月）は、アメリカ合衆国、バッファロー出身のフィギュアスケート選手（女子シングル）。
1932年レークプラシッドオリンピック・1936年ガルミッシュ・パルテンキルヘンオリンピックアメリカ合衆国代表。
妹は同じくフィギュアスケート選手のエステル・ウェイゲル。

## 主な戦績
| 大会/年      | 1931-32 | 1932-33 | 1933-34 | 1934-35 | 1935-36 |
| ------------ | ------- | ------- | ------- | ------- | ------- |
| オリンピック | 14      |         |         |         | 21      |
| 全米選手権   | 3       | 3       | 2       | 3       | 2       |